# Rudolf Manga Bell

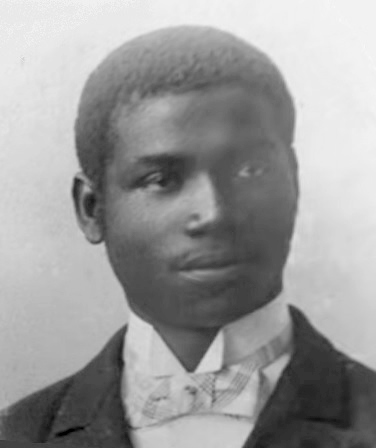
Rudolf Manga Bell

Rudolf Duala Manga Bell (* 1873; † 8. August 1914 in Duala) war König des Duala-Volkes in Kamerun zur deutschen Kolonialzeit. Er war Anführer des Widerstandes gegen die widerrechtliche Vertreibung der Duala aus ihren angestammten Siedlungsgebieten.

## Leben
Rudolf Manga Bell wurde 1873 im Raum Duala als ältester Sohn von König Manga Ndumb’a geboren. Er war ein Enkel von König King Bell, der den „Schutzvertrag“ mit Deutschland unterzeichnet hatte. Die wirtschaftliche Macht seiner Familie beruhte ursprünglich auf Sklavenhandel und auf ihren noch im frühen 20. Jh. von Sklaven oder sklavenähnlich gehaltenen Arbeitern bewirtschafteten ausgedehnten Plantagen. Als Kamerun durch den von seinem Großvater mitunterzeichneten „Schutzvertrag“ unter deutsche Herrschaft kam, suchte das Königshaus im Interesse der an der Mitgestaltung der neuen Machtverhältnisse aktiv beteiligten Duala-Händler ein gutes Verhältnis zur Kolonialverwaltung, weshalb auch Rudolf evangelisch-lutherisch getauft wurde. Die deutsche Kolonialverwaltung duldete ihren Sklavenhandel und billigte ihnen auch lukrative Privilegien wie den Elfenbeinhandel zu, bis die fortschreitende koloniale Erschließung des Landes mit den Interessen der Duala immer stärker kollidierte.

Rudolf Manga Bell mit seinem Vater Manga Ndumb’a 1902 in Berlin

Rudolf Manga Bell besuchte in Kamerun die deutsche Regierungsschule, bevor er auf Betreiben des Kaiserlichen Finanzrats Gustav Pahl ab 1891 für fünf Jahre als Pflegekind zur Lehrerfamilie Österle nach Aalen kam. In dieser Zeit lernte er Deutsch und wurde für sein Leben geprägt. Ab 1896 besuchte er in Ulm ein Jahr das Gymnasium und machte die Mittlere Reife. 1897 ging er zurück nach Kamerun, um dort Emily Engome Dayas (1881–1936) zu heiraten. 1902 reiste er nach Deutschland und traf in Berlin auf den Direktor der Kolonialabteilung des Auswärtigen Amtes, Oscar Wilhelm Stübel. Er erhielt so Einblicke in die Struktur der deutschen Kolonialverwaltung, was ihm später von Nutzen war.
1905 verfassten König Akwa von Bonambela und 26 weitere kamerunische Stammesoberhäupter einen offenen Brief an den deutschen Reichstag (das Königshaus der mit den Akwa rivalisierenden Bell war hieran nicht beteiligt). In diesem beschwerten sich die Duala u. a. über rechtsbeugende Handlungen durch den Gouverneur Jesko von Puttkamer, Enteignungen, Niederreißen von Häusern ohne Genehmigung, Zwangsarbeit ohne Lohn, willkürliche Verhaftungen und übermäßige Strafen sowie entwürdigende Behandlung von kamerunischen Volksoberhäuptern durch die Prügelstrafe. So schrieben die Akwa in ihrem Beschwerdebrief vom 19. Juni an den Reichstag:

„Den Herrn Gouverneur von Puttkamer, dessen Richtern, Bezirksamtmänner, kurz seine ganze Regierungsbesatzung wollen wir nicht mehr hier haben. Sämtliche jetzigen Gouvernementsbeamten des Schutzgebietes Kamerun bitten wir forträumen zu wollen, denn ihre Regierung führen sie nicht gut, sie sind nicht gerechtfertigt, ihre Art und Weise exploitieren das Land. Als Ersatz-Gouverneur bitten wir allerunterthänigst, uns Consulat anstatt Assessorismus senden zu wollen, Assessorismus wollen wir nie wieder haben, diese verderben die Regierung und machen die redliche, gute deutsche Macht zu einer wucherischen und gäunerischen Macht! Also fort mit Assessorismus, zum Ersatze: Consulat! […] Wir sind deutsch und bleiben deutsch bis an das Ende der Welt. Mit allerunterthänigstem Gruß an Seine Majestät Kaiser Wilhelm von Deutschland und Kamerun“

Ihr Ruf wurde zwar in Deutschland mit Erstaunen und ungläubiger Anerkennung aufgefasst, jedoch eher belächelt als erhört. Von Puttkamer wurde 1906 zur Berichterstattung nach Berlin zurückbeordert und kehrte nie wieder nach Kamerun zurück. Der offizielle Gouverneurswechsel fand erst 1907 statt, als Theodor Seitz seinen Dienst in Buea aufnahm. Dessen reformerische Haltung in den sogenannten „Eingeborenenfragen“ entsprach etwa der des Staatssekretärs Bernhard Dernburg. Als 1910 Friedrich von Lindequist die Leitung der deutschen Kolonialverwaltung übernahm, ging Seitz nach Deutsch-Südwestafrika und wurde durch den erheblich rassistischeren, alldeutsch geprägten Otto Gleim ersetzt.
Unter Gleim wurden Pläne entwickelt, die Duala von ihrem Wohngebiet am Kamerunfluss ohne entsprechende Entschädigung zu vertreiben, ihre Häuser zugunsten von Faktoreien niederzubrennen und in Douala schwarze und weiße Wohnviertel zu trennen. Begründet wurde diese politisch nun gewünschte Segregation auch mit medizinisch-hygienischen Argumenten wie die Malariaprävention, die etwa vom damaligen Regierungsarzt in Kamerun Ludwig Külz postuliert wurden. Dagegen setzte sich Rudolf Manga Bell zur Wehr. Er richtete Petitionen an Gouvernement und an den Reichstag, schickte 1912 seinen Sekretär Ngoso Din nach Berlin, nahm Kontakt zur deutschen Opposition und christlichen Missionen auf und schaltete einen Berliner Anwalt in dem Fall ein. Bei den „Sozialdemokraten im Reichstag“ fand er Gehör. So bezeichnete Georg Ledebour die Vorgänge in Kamerun als Rechtsbruch schmählichster Art. Im Reichstag reichte August Bebel eine Flusspferd-Peitsche zur Veranschaulichung der Brutalität der Kolonialverwaltung herum.

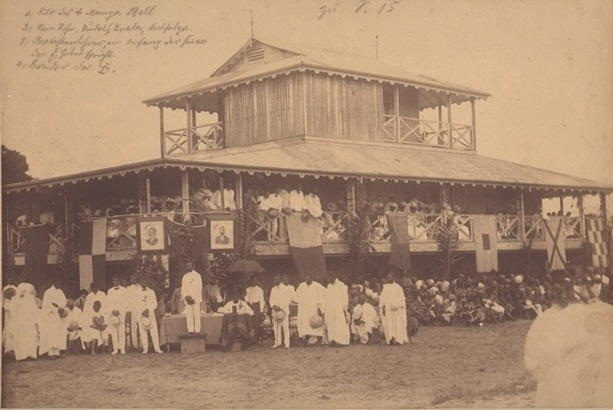
Beisetzungsfeierlichkeiten von Manga Bells Vater Manga Ndumbe Bell: Auf dem Podest ein Baptistenprediger, neben ihm Rudolf Manga Bell und – sitzend – der Bruder des Verstorbenen (siehe dazu die handschriftliche Notiz)

Als König Manga Bell von der deutschen Besatzung angeklagt und verfolgt wurde, suchte und fand er Schutz bei seinem Cousin und Freund König Ekandjoum Joseph. Auch letzterer beanspruchte die Rechte seines Volkes, und kamerunischen Archiven zufolge trafen sich die beiden Könige mehrmals.
Die deutsche Presse berichtete dagegen von einem „Hilfsgesuch“ an Frankreich und Großbritannien, das bis heute jedoch nicht belegt ist. 1914 wurde Rudolf Manga Bell, der bis zuletzt Deutschland und dem Kaiser treu geblieben sein soll und friedlich gegen konkrete Missstände vorgegangen war, wegen „Hochverrates“ zum „Tode durch den Strang“ verurteilt. Es gab keine faire Verhandlung. Der Prozess wurde zunächst auf den 17. September 1914 angesetzt, dann aber auf den 7. August vorgezogen, ohne die Verteidigung davon zu unterrichten. Deshalb konnten die prominenten deutschen Verteidiger des Angeklagten, Hugo Haase und Paul Levi, nicht in Duala anwesend sein. Wegen der großen Aufmerksamkeit, die der Prozess in Deutschland ausgelöst hatte, wandte sich der Gouverneur Karl Ebermaier an das Reichskolonialamt in Berlin und forderte die Einhaltung von Mindeststandards bei der Gerichtsverhandlung. Diese Eingabe wurde aber ignoriert. Der in Duala niedergelassene Anwalt Alfred Etscheid wurde gegen den Willen von Manga Bell zu seinem Verteidiger bestellt. Er beging Parteiverrat, indem er gegen das Todesurteil keinen Einspruch einlegte, obwohl es keine Zeugen gab und keine Beweise für die Schuld von Manga Bell vorgelegt worden waren. Eingaben durch Heinrich Vieter von der katholischen Pallottiner-Mission, der Basler Mission und der Baptisten-Mission, die beiden Angeklagten zu verschonen, wurden von Ebermaier abgelehnt. Manga Bell wurde mit seinem Sekretär Ngoso Din am 8. August 1914 in Duala durch Erhängen hingerichtet. Seine letzten Worte waren: „Unschuldiges Blut hängt ihr auf. Umsonst tötet ihr mich. Aber die Folge davon wird die größte sein.“

## Nachwirkungen
Die Hinrichtung von Manga Bell machte ihn in Kamerun zum Märtyrer. Um seinen Tod rankten sich Legenden; man habe mehrfach versucht, ihn zu erschießen, doch sei er gegen Kugeln immun gewesen. Erst nachdem ein Sklave Palmenwedel über sein Haupt geschwungen habe, habe man ihn schließlich töten können. Er wurde zum „Mythos der extremen kolonialen Unterdrückung, basierend auf dem katastrophalen Höhepunkt der deutschen Herrschaft in Douala“. Manga Bell war noch bis in die 1920er Jahre populär. 1929 wurde Tet'Ekombo („Vater des Vaterlandes“), eine Hymne an ihn, komponiert. 1935 wurde sein Leichnam exhumiert und hinter seinem Haus in Bonanjo, Douala, beigesetzt. Am 8. August 1936, dem 22. Jahrestag seiner Hinrichtung, wurde dort ein Obelisk aufgestellt.
In seinem Artikel in der ZEIT vom August 2021 berichtet der Jurist und Autor des Buchs Der gute Deutsche. Die Ermordung Manga Bells in Kamerun 1914, Christian Bommarius, dass 2014 eine Anfrage an die Bundesregierung bezüglich einer Rehabilitierung des Justizmordes an Rudolf Manga Bell und Ngoso Din mit folgender Begründung beantwortet wurde: „Eine Forderung der Vertreter der Douala aus Kamerun zur Rehabilitierung von Rudolf Manga Bell wurde gegenüber der Bundesregierung bislang nicht erhoben.“ Im März 2022 haben Princesse Marilyn Douala Manga Bell, Jean-Pierre Félix-Eyoum, Christian Bommarius sowie weitere Initiatorinnen und Initiatoren eine Petition zur Rehabilitierung von Rudolf Duala Manga Bell und Ngoso Din ins Leben gerufen.
Vom 14. April 2021 bis 31. Dezember 2022 zeigte das Museum am Rothenbaum (MARKK) die medial aufbereitete Ausstellung „Hey Hamburg, kennst Du Duala Manga Bell?“ Hierbei vermittelt das Museum die Biografie Rudolf Duala Manga Bells und seiner Mitstreiter Rudolf Ngoso Din und Maria Mandessi Bell und wirft Fragen nach ihrer Rehabilitation auf. Die Ausstellung richtet sich speziell an junge Besucher und Familien und greift Themen wie den Umgang mit kolonialem Erbe und Rassismus auf.
Am 2. November 2022 würdigte die deutsche Staatsministerin für internationale Kulturpolitik im Auswärtigen Amt, Katja Keul (Grüne), Manga Bell bei einem Besuch in Douala (Kamerun). Das Urteil sei Unrecht gewesen, kein Recht.
Das Urteil habe auch nach damaligem Maßstab nicht ansatzweise rechtsstaatlichen Prinzipien entsprochen. Sie sagte: „viel zu viele haben geschwiegen. Das war so während der Kolonialzeit. Und das blieb lange Zeit auch in der Bundesrepublik so.“

## Würdigung

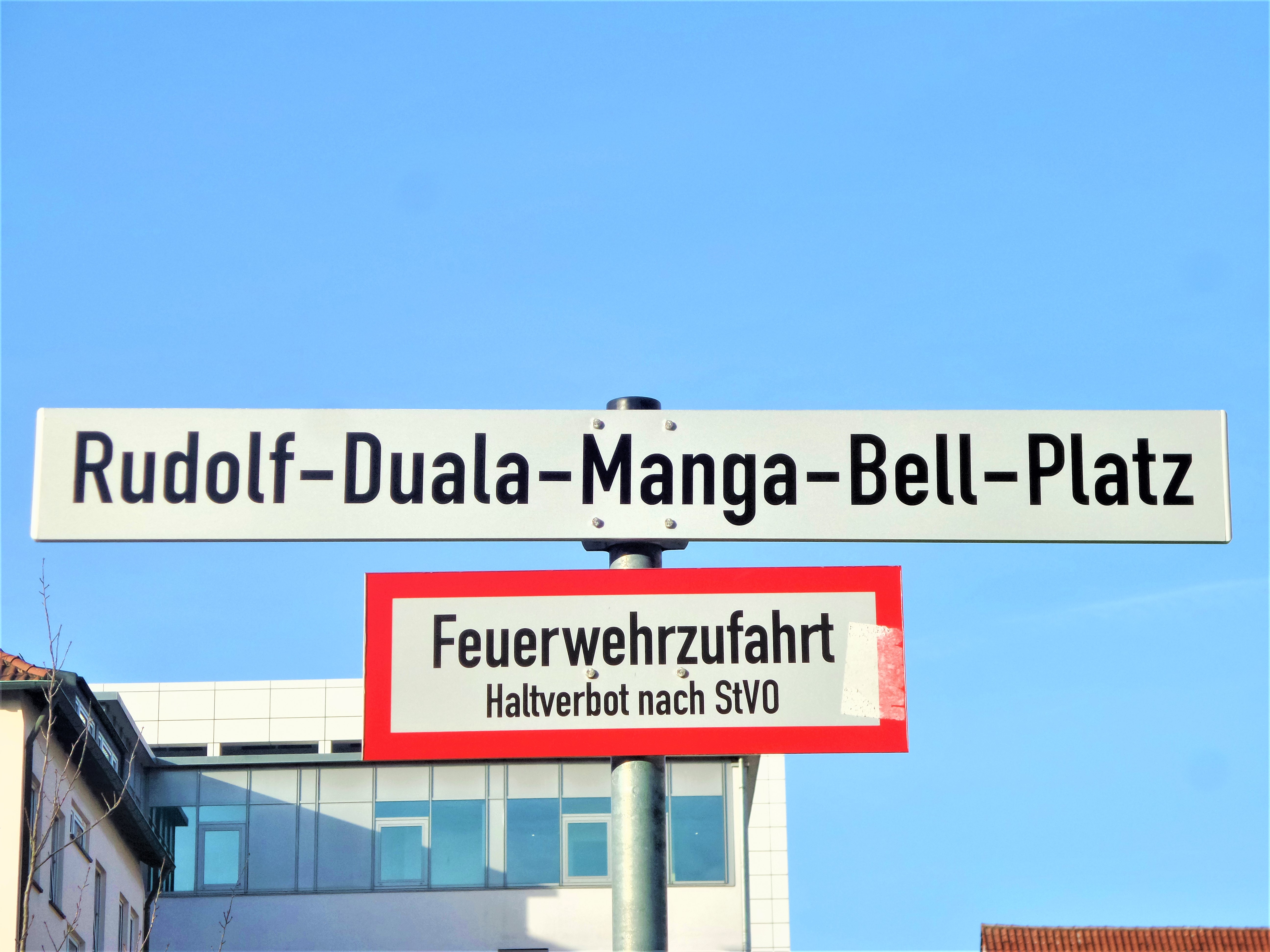
Rudolf-Duala-Manga-Bell-Platz in Ulm

Am 11. April 2018 gab die Bezirksverordnetenversammlung des Bezirks Berlin-Mitte bekannt, dass der zuvor nach dem kolonialistischen Forscher Gustav Nachtigal benannte Nachtigalplatz nach Emily und Rudolf Duala Manga Bell benannt werden soll. Die Umbenennung in Manga-Bell-Platz wurde 2022 vollzogen.
Nach Rudolf Manga Bell ist ein Platz gegenüber dem Justizgebäude vor dem Justizzentrum in Ulm benannt. Zur Einweihung am 7. Oktober 2022 waren auch König Jean-Yves Eboumbou Douala Bell und der Urgroßneffe von Manga Bell, Jean-Pierre Félix-Eyoum eingereist und anwesend.

## Familie
Aus seiner 1897 geschlossenen Ehe mit Emily Engome Dayas (1881–1936) gingen die folgenden Kinder hervor:
- Alexandre Douala Manga Bell (1897–1966), er folgte seinem Vater als Oberhaupt der Bell-Familie und König des Duala-Volkes
- Tekla Njanjo Duala Manga Bell (1898–1927)
- Eitel Manga Douala Bell (1906–1969)
- Henri Lobè Douala Bell (1908–1966) und
- Ekedi Douala Bell (1913–1985)